# ISPR

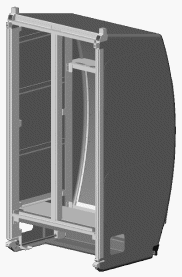
Prestatge de càrrega estàndard internacional.

El International Standard Payload Rack (ISPR, per les seves sigles en anglès, en català prestatge de càrrega estàndard internacional) ha estat adoptat pel programa de l'Estació Espacial Internacional per tal de donar suport a la integració eficient i inalterable de la càrrega útil - i per maximitzar la investigació en conjunt entre investigadors. Els 37 espais per ISPR per càrregues científiques a l'estació proporcionen un conjunt comú d'interfícies malgrat la seva localització. També proporcionen serveis no estandarditzats en posicions triades per requeriments específics de la càrrega.

## Capacitats
Cada ISPR proporciona 1,571 m³ de volum intern sent uns 2 m d'alt, 1,05 m d'ample, i 85,9 cm de fons. El prestatge pesa 104 kg i pot acomodar un equip addicional de 700 kg de càrrega. El prestatge té subministraments interns de muntatge per permetre afegir una estructura secundària. Els ISPRS seran equipats amb un prim pal central per acomodar les càrregues de mida inferior al del prestatge, com ara el calaix de 483 mm del prestatge SIR del Spacelab o l'armari de mitja coberta del transbordador espacial. Les portes de pas d'útils estan situades a cada costat per permetre als cables distribuir entre els prestatges. Hi ha punts d'unió als mòduls en la part superior del prestatge i punts de pivot al fons. Els punts de pivot serveixen per a la instal·lació i el manteniment. Els rails al pal frontal exterior permeten muntar equipament i portàtils. A més hi ha adaptadors addicionals sobre els ISPRS per la seva manipulació en terra.

## Altres sistemes ISPR
El Japó ha desenvolupat un ISPR amb interfícies i capacitats gairebé idèntiques al de la NASA. Tot i això, des de desembre 2011 els ISPR poden ser transportats pels HTV